# Almanaque Laemmert
O Almanaque Laemmert (pelo título original, Almanak Laemmert) como é conhecido, denominado Almanak administrativo, mercantil, e industrial do Rio de Janeiro é considerado o primeiro almanaque publicado no Brasil. Editado no Rio de Janeiro, entre 1844 e 1889, pelos irmãos Eduard e Heinrich Laemmert. Mas autores argumentam que o Almanaque da Bahia seja o mais antigo do Brasil.
Originários da cidade de alemã de Rosenberg, no Grão-Ducado de Baden, os irmãos Laemmert fundaram a Livraria Universal e a Tipografia Laemmert, pioneira no mercado tipográfico brasileiro. 
Com textos sobre a corte brasileira, os ministérios e a legislação imperial, para além de dados censitários e até propagandas, o Almanaque Laemmert tornou-se fonte fundamental para a compreensão do cotidiano brasileiro do século retrasado.
Atualmente, o acervo do Almanaque, que conta com 46 edições e com cerca de 55 mil imagens, foi disponibilizado pela Fundação Biblioteca Nacional, por meio de seu sítio de Internet.